# Locride Epicnemidia
La Locride Epicnemidia era una parte della Locride dove vivevano i locresi epicnemidi (Ἐπικνημίδιοι), nel distretto della Locride orientale. Mutuarono il loro nome dal Cnemi.

## Storia
Secondo quanto riportato da Strabone, il porto di Dafnunte, che in quell'epoca era distrutto, una volta era un'enclave dei focesi che separava la Locride Opunzia della Epicnemidia e epicnemidiesi vivevano a nord di Dafnunte, nell'area delle Termopili.
Tra le sue città vi erano: Nicea, Scarfia e Tronio.